# Anita Blond
Anita Blond, nata Anita Hudáček (Budapest, 27 maggio 1976), è un'ex attrice pornografica ungherese, nota anche con il nome di Anita Kelly.

## Biografia
Anita Blond ha lavorato con i principali registi italiani, tra cui Mario Salieri, Max Bellocchio e Joe D'Amato, e con registi francesi come Marc Dorcel.
Il suo corpo naturale è stato definito uno dei più incredibilmente perfetti di Budapest, tanto che Anita Blond iniziò la sua carriera come modella, partecipando anche a Miss Ungheria.
I primi passi nel mondo della pornografia li mosse in produzioni della Private. Il debutto avvenne in una piccola parte in un film del 1994.
Anita Blond è stata richiesta da John Leslie per la serie The Voyeur e da Andrew Blake, autore di diverse pellicole note nel mondo della cinematografia hard.
È stata inoltre ragazza-copertina per Penthouse, Hustler, Playboy e le più importanti riviste erotiche.
Nella sua carriera ha realizzato una sola scena anale e una doppia penetrazione, dichiarando di non voler più ripetere queste esperienze.
Nel lesbo la sua risposta è ambigua: Non mi piacciono le lesbiche nei film, ma nella vita privata sono molto lesbica con Anita Dark.
Lascia il porno nel 2001.
Ora si dedica unicamente a spettacoli dal vivo.
Anita Blond è stata testimonial delle linee telefoniche erotiche di Diva Futura Channel, ospite di Piero Chiambretti nel programma Markette (2006-2007) in onda su LA7 in seconda serata, ha interpretato anche un piccolo ruolo in Vita da paparazzo, un film TV in due parti sceneggiato e diretto da Pier Francesco Pingitore.
Recentemente si è sottoposta a un intervento di chirurgia plastica al seno.

## Filmografia
- Marionette del vizio
- La clinica della vergogna
- Ladre d'amore
- Rocco's Sexual Superstars
- La ragazza del clan (1995)
- Peccati di gola (1997)
- La Venexiana (1998)
- Intimate Perversions (1998)
- Farsangi Huncutsagok (1998)
- California Calendar Girls 2 (1999)
- Il Morbido culo di Laura
- La moglie schiava
- Adventures In Paradise 7 (1998)
- Racconti napoletani
- Il pesce magico
- I piaceri del feticismo
- Le più belle del troiame
- Some Like It Hot
- Anita e la maschera di ferro (1998)
- La sposa
- I Predatori della verginità perduta (1998)
- La pompa volante
- Natural Busty Beauties
- Angelo dell'inferno - Il vizio del peccato
- Love Hotel Teil 1
- Love Hotel Teil 2 - Anita's geiles Geheimnis 1
- Love Hotel: Die Serie
- Le 120 giornate di Sodoma (1995)
- Infernal duo'
- Anita Kelly
- Anal total
- I vizi anali delle collegiali (1998)
- Pesce magico (The Love Spectrum, 1997)
- Gioventù bruciata (1998)
- Bella, bionda e molto troia (1996)
- Planet sex
- Jeux D'amour
- Lo Specchio di Anita (Das Girl im Spiegel, 1999)
- L'obsession de Laure (1996)
- I vizi di un'infermiera (Journal d'une infirmière, 1997)
- Orient express (1996)
- Anita Kelly - The Girl From Penthouse
- L'accendino magico (1997)
- L'Héritage de Laure
- Voyeur gallery (1997)
- Maximum perversum - Extrem pervers (1994)
- Passione travolgente a Venezia (1995)
- Le King de ces dames (1995)
- Desiderio eterno (Eternal Desire, 1998)
- Cumming to Ibiza (1995)
- Magic eros (1999)
- Masquerade (L'Empreinte du Vice, 2000)
- Les "Best of" Marc Dorcel 3
- Tango della perversione (Le Chaine des plaisirs)
- Concetta Licata III (1997)
- Come lei son tutte (Offertes à tout 7: Fantasmes à l'Est, 1996)
- Wet (1997)
- Private casting X 6 (1997)
- Croupe du monde 98 (1998)
- Ricordi morbosi (Delicieux outrages)
- Lover's Lane (1996)
- Il diario segreto di Gianburrasca - Parte prima (1997)
- Il diario segreto di Gianburrasca - Parte seconda (1997)
- Il diario segreto di Gianburrasca - Parte terza (1997)
- Foxy Girl (1995)
- Apocalypse Climax 1 (1995)
- Apocalypse Climax 2 (1995)
- Dirty Stories 4 (1996)
- Rocco e le storie tese (1997)
- Rocco e le Storie Tese 2 (1997)
- Sodomania 17 (1996)
- Sodomania 20 (1997)
- Pin-ups 2 (1999)
- Decadence (2000)
- More Dirty Debutantes 68
- Private Stories #2
- Arrowhead
- Porno Giganten
- Schizzami Tutta!
- Paris chic
- Calde penetrazioni
- Anita Blond & Anita Dark - La Sfida